# Saami
Laponci, Lapi, Saami, Sámi su narod koji živi na sjeveru Norveške, Švedske, Finske i Rusije.
Njih oko 70.000, raštrkani su na površini od oko milijun i sto tisuća četvornih kilometara (20 puta veća površina od Hrvatske). U Norveškoj ih živi oko 40.000, u Švedskoj oko 20.000, u Finskoj oko 7500 i u Rusiji (na poluotoku Koli) oko 2500.
Narod ima dugu povijest, bogatu narodnu baštinu i živi na specifičan način.
Sam narod naziva sebe Saami, dok ime Laponci smatraju malo pogrdnim.
Saami su podijeljeni u desetak narodnih skupština koje se dosta razlikuju po kulturno-povijesnim osobitostima, jeziku i načinu života. Neke skupine su sačuvale do danas narodne običaje svojih predaka.
Na sjevernim prostranstvma ruskog poluotoka Kole te manjim dijelom na sjeveroistoku Finske i Norveške žive tri narodne skupine Saamija. Na krajnjem sjeveroistoku Kole nalaze se terski Saami - to je malobrojna skupina koja izumire. Na Koli živi najviše kildinskih Saamija koji su u nekoliko sela uspjeli sačuvati stara obilježja i jezik. Čak imaju i nekoliko škola u kojima se uči i specifični kildinski jezik. Imaj karakteritična narodna kola. Zapadnije od njih živi skupina skoltskih Saamija. Njih je vrlo malo, ali im je očuvana narodna baština s ugroženim jezikom koji se uči u nekoliko škola (postoje čak i skoltski jezični udžbenici).
Na sjeveru Finske, Švedske i Norveške još žive tri laponske skupine. Najmalobrojniji su inarijski Saami koji održavaju živu narodnu tradiciju (glavno sjedište naselje Inari). Na samom sjeveru Norveške, uz fjordove, živi malobrojna skupina pomorskih Saamija. Na njihovu teritoriju nalazi se i znameniti sjeverni morski rt Nordkapp, a gotovo su ih asimilirali Norvežani. U sjevernoj Finskoj i dijelom Norveškoj živi jedna od najpoznatijih laponskih skupina davvijski Saami. Sačuvana je narodna tradicija i jezik, postoje saamijske škole, izdaju se knjige, časopisi i udžbenici, djeluju posebne radijske postaje i slično.
U sjevernoj i srednjoj Švedskoj i Norveškoj razlikujemo još najmanje četiri skupine Laponaca. Na sjeveru Švedske, u kraju gromadnog gorja s velikim rudnim bogatstvima, žive lulejski Saami. Oni su razmjeno dobro sačuvali svoj jezik, dobri su obrtnici (posebno drvodjelci), imaju razrađen obrazovni sustav, nakladničku i informativnu djelatnost i druge kulturne djelatnosti. Pitejski Saami nastanjuju izduženi prostor oko Botničkog zaljeva na Baltičkom moru (i velike luke Luleå), pa sve do norveških obala prema južnim Lofotima na Sjevernom moru. To je i dalje polunomadski narod koji polako izumire. Prema srednjoj Švedskoj i Norveškoj živi manja skupina umejskih Saamija koji su održali raznoliku narodnu tradiciju, ali im je jezik već posve ugrožen iako neke školske sate imaju na svom jeziku. Konačno, na granici Norveške i Švedske prema jugu živi skupina aarjelskih Saamija koji imaju svoje škole na norveškoj strani, a u Švedskoj su gotovo asimilirani. Izdaju i svoje publikacije, uz sudjelovanje u obrazovnom sustavu na vlastitom jeziku.

## Organizacija
Saami su kao nacionalna skupina sve bolje organizirani, osobito u Norveškoj, Švedskoj i Finskoj. U tim zemljama, bez obzira na njihov broj, imaju i posebne parlamente koji su savjetodavna tijela i bore se za očuvanje autentične laponske kulture. Ti parlamenti artikuliraju zahtjeve Saamija, osobito u očuvanju i promicanju njihove povijesti, kulture, običaja, u čemu danas imaju veliku podršku većinskih naroda s kojima žive. Sjedište parlamenta Saamija je u sjevernonorveškom gradu Kautokeinu.
Početkom 1996. godine novi parlament Saamija (Saamediggi) konstituiran je zahvaljujući Parlamentarnom zakonu kao predstavničko tijelo Samija. Naslijedio je Saami Delegation (Delegaciju Saamija), poznatu i kao stari parlament Saamija uspostavljen 1973. godine. Izbori za parlament Saamija održavaju se svake četiri godine a posljednji su održani u rujnu 2017.

## Gospodarstvo i turizam
Uz velika šumska bogatstva, raznolikost biljnog i životinjskog svijeta, laponsko područje privlači brojne turiste. Privlače ih, osim laponske kulture i običaja, predivni pejzaži s tisućama jezera, dugomjesečne noći i dani te polarna svjetlost. Narod Saami nekad je vjerovao da prelijepa zelena, plava i ljubičasta titrajuća svjetlost na noćnom nebu nastaje zbog vatrenog repa čarobne lisice koji ona otresa o snijeg i led, pa u atmosferu frcaju iskre.

### Noći bez mraka
'Noć bez mraka' nazivaju magično - laponijsko ljeto. Sjevernije prema Sjevernom polu Sunce dulje ostaje na horizontu. Dana bez noći u ljetnim mjesecima može biti i 60-ak. Sunce nikad ne zalazi već samo dotakne horizont i opet se u svom sjaju izdiže polako.
Polarna noć ondje traje gotovo mjesec dana - od sredine prosinca do početka siječnja.
Prvi snijeg padne već u listopadu i zadržava se i do 6 mjeseci. Lumi je finska riječ za snijeg.
U mnogim se mjestima sjeverne Finske, Norveške i Švedske nalaze sportske zračne luke, plovi se Botničkim zaljevom, a na sjeveru oko rta Nordkappa sve do velike luke Murmansk na ruskoj Koli. Od Helsinkija se željeznicom uz Botnički zaljev putuje do grada Bormija, od kojeg vode dobre ceste prema finskom i norveškom sjeveru. Na rubu južne Laponije u Finskoj nalazi se najveće gradsko središte sjeverne Finske i Saamija - Rovaniemi. Tu se nalazi i sveučilište se pet fakulteta i oko 10.000 studenata. Gaji se i laponski kultura i jezik, posebno okolnih davvijskih Saamija.
Malo sjevernije je, samo petnaestak kilometara od Rovaniemija, malo selo Napapiiri, poznato kao sjedište Djeda Božićnjaka, a godišnje ga posjeti više od pola milijuna turista. Dalje na sjeveru Finske poznato je laponsko sjedište Inari, a na norveškoj strani Karasjok, Lakselv, Porsanger i velika sjeverna zračna luka Alta.
Uz ostala prirodna bogatstva, osobito valja naglasiti važnost rudarstva, posebno u starom gorju srednje i sjeverne Švedske. Upravo kroz laponsku zemlju, od švedske luke Luleå u Botničkom zaljevu, pa sve do norveške luke Narvik u Sjevernome moru, sagrađena je transverzalna nordijska željeznička pruga. Njezina osnovna namjena bila je prijevoz elikih količina željezne (i drugih) rude iz brojnih sjevernošvedskih rudnika. Tu se razvila golema rudarska djelatnost, praćena i razvojem metalurgije i proizvodnjom vrsnog švedskog čelika. Glavna središta su u starima laponskim naseljima Gallivare i Kiruna te u njihovoj okolici. U najnovije vrijeme važnost tih rudokopa i metalurgije znatno je opala.

### Sobovi i psi Haskiji
Psi i sobovi vrlo su korisni u sjevernim predjelima, gdje mogu vući sanjke s ljudima ili teretom, a također su popularne utrke sobovskih i haskijskih zaprega. Sobovi mogu biti bijeli, tamnosivi ili šareni i napola su pripitomljene životinje. Rogovi im služe kako bi se obranili od grabežljivaca ili u međusobnoj borbi za ženke. 
Pečeni sob u pivu 'kralj' je mesa u Laponiji. Zatim je poznati 'poroburger', zapravo hamburger od sobovog mesa. 
Haskiji su psi posebno uzgojeni za preživljavanje u polarnim uvjetima. Zahvaljujući dvostrukom gustom krznu, najbolje se osjećaju na - 20 Celzijeva stupnja, no bez problema izdrže i -50 Celzijeva stupnja. Nervozni su samo kad im je dosadno, kad se ne kreću dovoljno. Iznimno su inteligentni, samostalni, ali i samovoljni. Haskiji obožavaju snijeg i trčanje u zaprezi. Postoje dvije vrste haskija - krupniji sibirski i malo manji, aljaski. I jedni i drugi imaju plave ili smeđe oči, a 20 posto ih ima jedno plavo, a drugo smeđe oko. Neki pretpostavljaju da je ta pasmina vučje krvi.
Farma haskija u mjestu Kapalamaki, nedaleko od Rovaniemija, ima cca 160 sibirskih i aljaskih haskija.

## Kultura
Koliko je stara pisana laponska kultura dovoljno govori i podatak da se najstariji sačuvani rječnik Saamija očuvao iz 1557., a prva knjiga tiskana na laponskom jeziku potječe iz 1619. godine.
Danas se razvila specifična književnost na dijalektima laponskog jezika, posebno u Finskoj, sjevernoj Švedskoj i Norveškoj te ponešto na ruskoj Koli. Svi krajevi u kojima žive Laponci bilježe opadanje gospodarskih aktivnosti, iseljavanje i starenje stanovništva.
Pripadnika naroda polarnog svjetla sve je manje.
Sami su se oduvijek naseljavali na velika područja i bavili su se pretežno lovom i ribolovom. Obitelji su imale veliko područje za lov oko svoje naseobine. Veze s drugim ljudima bile su rijetke iako su imali smisla za društveni način razmišljanja kada se radilo o podjeli područja za lov među obiteljima. Ta raštrkanost Sama vjerojatno je najveći razlog što ne postoji jedna Sami kultura i jedan jezik već više njih. Kulture su bile formirane kako pod utjecajem različite okoline i životnih uvjeta, tako i zbog utjecaja ostalih kultura. U Švedskoj i Norveškoj to je bila germanska kultura, u Finskoj finska, a na poluotoku Kola ruska i karelska kultura. Tako danas razlikujemo sljedeće osnovne kulture Sama.

### Šumski Sami
Ovoj skupini pripada većina švedskih i finskih Sama. Oni žive u šumi pretežno od ribolova, iako je i lov važan. Obitelji su formirale laponska sela ('siida') najčešće uz neku veliku rijeku. Veličina siida varirala je od par do 20-30 obitelji. Slivovi rijeka su bili prirodne granice tih sela. Bilo je uobičajeno imati i par sjevernih jelena zbog prijevoza i krzna, koje je važan materijal za oblačenje. 
Posebna skupina šumskih Sama su Sami sjeverno od jezera Inari, jer se njihov jezik bitno razlikuje od jezika ostalih šumskih Sama. To je najzapadniji dijalekt istočnih sami jezika.

### Planinski Sami
Žive u planinama između Švedske i Norveške i u brdovitim krajevima sjeverno od toga, gdje čuvaju svoja stada.Sjeverni jeleni su najvažniji dio njihove ekonomije. Taj način nomadske kulture je jedinstven u Europi. Iako je star samo 100-tinjak godina, to je najtipičniji oblik Sami kulture. Oni se također bave i ribolovom. Važnost sjevernih jelena u Sami kulturi očituje se u činjenici da postoji oko 400 riječi za njih ovisno o dobi, spolu, boji, obliku... 
Jedna posebna skupina planinskih Sama su riječni Sami koji žive oko rijeke Tana. Nekada su živjeli samo od ulova lososa, no danas se bave i agrikulturom i uzgajanjem domaćih životinja, pa imaju stalne nastambe. 

### Morski Sami
Morski Sami žive na sjeveru Norveške, kod Arktičkog mora. Na njih su snažno utjecali stanovnici Norveške i Finske. Ta polunomadska kultura živi od lova zimi i ribolova ljeti.

### Sami poluotoka Kola
Sami koji žive na poluotoku Kola su autohtono stanovništvo tog područja. Ima ih oko 2000. Žive od uzgoja sjevernih jelena i ribolova.

## Jezik
Kako postoji više Sami naroda, tako postoji i više Sami jezika. Međutim, svi Sami jezici spadaju pod ugro-finsku skupinu jezika, a najbliži su im baltofinski (finski i estonski). 
Sami jezici najčešće se dijele na 9 dijalekata: južno samski, ume, pite, lule, sjeverno samski, enare, skolt, kildin i ter.

### Govornici
Istočni Sami:
- Ter Sami : jako mala skupina - 500-tinjak govornika, na granici izumiranja
- Kildin Sami: kulturno jaki, oko 100 govornika
- Skolt Sami: mala skupina – 500-tinjak govornika, ugroženi status jezika

Sjeverni Sami:
- Enare Sami: mala ali kulturno jaka skupina, 400-ak govornika
- Sjeverni ili Davvi Sami: najveća sami skupina, 30 000 govornika, jaka kultura
- Lule Sami: lokalno jak jezik, 2 000 govornika
- Pite Sami: jako malo govornika, na pragu izumiranja

Južni Sami:
- Ume Sami: također na pragu izumiranja
- Južni Sami ili Aarjel Sami: 500-tinjak govornika, dijalekt jak posebno u Norveškoj

## Književnost
Tradicija usmene predaje većinom se odnosila na religiozne priče. Pismena djela na sami jeziku potječu iz 1619. Sami narodne pjesme su objavljene već 1673. godine u Schefferusovom djelu 'Lapponia'. 20. stoljeće je stoljeće rođenja sami literature na sami jeziku. Djelo J. Turija, 'Muittalus samid birra' ( 'Turi's book of Lappland') iz 1920. godine je vrlo poznato i sadrži pregršt tradicionalnog znanja. Danas se puno sami literature objavljuje u malim tiskarama u Norveškoj iako su mnogi autori rođenjem Finci, npr. Pedar Jalvi, H. A. Guttorm, P. Lukkari, Nils Aslak Valkeapää i Kirsti Paltto. 
Postoji par vrsta tradicionalnog sami stila pjevanja: najpoznatiji je joik (jojk, juoigan). Joikanjem se pjevač duboko identificira s nekim ili nečim. Ovaj način pjevanja je jako osoban i dodiruje temu sami produhovljenosti. Zatim još postoje lavlu/laavloe stil i vuelie. Riječ joik često se nepravilno koristi za ova dva tipa pjevanja. Lavlu se pjeva s riječima, a vuelie je prepričavanje priče o nekoj osobi ili događaju. Sva tri stila pjevanja još postoje u sami društvu, a u zadnje vrijeme obnovio se interes među mladima i neki umjetnici su nanovo unijeli tradicionalni bubanj u pjesme. Sami su koristili jedan instrument koji se susreće u još nekim urođeničkim narodima: posebno oblikovano drvo ili rog, spojen na jednu žicu, tako zvani bullroarer. Zvuk se proizvodio vrteći ga oko glave. Također su koristili i frulu, a moguće je da su ju izmislili neovisno od drugih naroda. Sami glazbenici danas joikaju s pratnjom instrumenata, a često je njihovo sviranje začinjeno zapadnim utjecajem.
Najpoznatije primjere iz sjeverno samske glazbe nažalost možemo čuti od stranih izvođaća. (npr. Enigma, Jan Garbarek...) Zatim su poznati izvođači: Ailohas, Catarina Utsi, Annel Neiddat, i Marie Boine, koja je vrlo popularna lokalno, te Wimme Saari, bez kojeg ovaj popis ne bi bio potpun.
Neki od poznatijih albuma južnih sama su: Åarjeden Laavloeh 'Songs from the southern edge', Frode Fjellheimov album Mijjieh Vuelieh "Our songs" i Almetjh Tjööngkemeov album Vaajesh "The narratives".

## Tradicija
Ljudi, priroda, vjerovanja, običaji i učenja su bili u središtu pažnje kada govorimo o joiku, pričama i pripovijetkama od daleke prošlosti pa sve do danas. Tradicionalne sami vizualne umjetnosti, povezane su sa starim crtežima na stijenama. Sami ornamenti, odjeća i zanati kombinirani su od tradicije i starih vjerovanja skandinavskih i istočno-europskih naroda iz doba vikinga, na taj način stvarajući jedinstvenu sami tradiciju. Kulturno nasljedstvo održano je jer su sami uvijek unosili originalnost u literaturu, umjetnost, zanate, glazbu i kazalište.  Tradicionalne sami narodne nošnje povezane su s određenim područjima. Nacionalna himna zove se 'Pjesma sami obitelji', napisao ju je Isak Saba 1906. Od 1986. sami imaju i vlastitu zastavu, koja ima boje narodnih nošnji a krugovi na njoj predstavljaju mjesec i sunce. Nacionalni dan sama je 6. veljače.

## Mitologija i religija
Sami religija rodila se iz odnosa lovca, plijena i prirode koja ih je oboje okruživala. Vjerovali su da svaki predmet u prirodi ima dušu. Zbog toga se od svih očekuje da se mirno i tiho kreću po divljini, a vikanje je bilo zabranjeno.
Sami su vjerovali da osim materijalnog svijeta postoji i svijet podzemlja, gdje je sve potpunije nego u materijalnom svijetu i gdje mrtvi nastavljaju svoj život. 
Svaka sila prirode imala je svog boga, a izvori preživljavanja bili su čuvani od bića iz spiritualnog svijeta koja su se mogla nagovoriti da im budu više sklona. Bogovi su se zvali u vrijeme gladi, bolesti ili lova, a njihovi glasnici bili su Noaidi (šamani). U svakodnevnom životu, Noaidi su bili kao i svi ostali članovi skupine, ali zbog njihove mogućnosti da dođu u trans i preuzmu duh životinja, bili su oslobođeni vremena i mjesta. Ljudi su im se obraćali za savjete jer su oni mogli predvidjeti budućnost. Ponekad su koristili 'magične bubnjeve'.
U svim sami kulturama poznate su priče o Stállu-u. Stállu je bio veliko, sažno, čovjekoliko stvorenje, koje živi u šumi i putuje sa psom rahkkaom. Ponekad je ukrao mladu sami djevojku i njome se ženio. Vjeruje se da su priče o Stálluu povezane s prvim susretima s Vikinzima. 
Sieidde su bila drveća koja su imala ljudski oblik. Mogla su se napraviti ili naći u šumi i bila su štovana. To je također moglo biti i čudno oblikovano kamenje. 
Kršćanski misionari nisu to razumjeli i smatrali su to sotonističkim. Sa sobom su donijeli stav da ljudska savjest može biti vođena samo jednim bogom. Sami su bili pokršteni na silu, a šamanizam je bio zabranjen. 
Lars Levi Laestadius imao je snažan religiozni utjecaj na sami narod. Njegove misli su se raširile preko cijele sami regije iako ima dokaza prakticiranju originalne sami religije u kasnim 1940-ima. Karakterističnost za Laestadiusove ideje bila je centralna važnost župe. To je pomoglo u očuvanju sami kulture. 
Velika većina sama danas pripada luteranskoj crkvi, dok Skolt sami pripadaju ortodoksnoj crkvi. U sami regiji luteranske ceremonije kao krštenje, vjenčanje i pogrebi mogu se izvoditi na sami jeziku. Također postoji i sami svećenik koji drži mise na sami jeziku. 

## Umjetnost i stari zanati
Sami jezici, tradicionalne narodne nošnje, zanati i glazba su prepoznatljivo različiti od svih ostalih etničkih skupina Skandinavije. 
Ideja umjetnosti nije originalno nađena kod sami naroda, već je posuđena od europskih kultura u 19. stoljeću. Iako su sami dekorirali oruđe i predmete koje su koristili u svakodnevnom životu, slike i kipovi su drugačija stvar s obzirom na to da su to predmeti koji postoje samo zbog svoje ljepote ili vrijednosti. No to ne znači da je sami umjetnost samo kopija europskih umjetnosti, naprotiv, dosta umjetnosti se razvilo iz uzoraka i ideja sami kulture.
Svi sami obrtnici koriste se materijalima kao što su rogovi, drvo, koža, kosti, vezova od konca i perla, čipke i ostalih tekstilnih radova.
Sami obrtnička tradicija temelji se na kretanju lovaca po raznim lovačkim područjima. Oruđe i oružje trebalo je biti lagano za nositi. Neobrađeni materijali uzimani su direktno iz prirodne okoline: koža sjevernog jelena, rogovi jelena, drvo i korijenje. Koža sjevernih jelena koristila se i obrađena i neobrađena. Od drva se najčešće upotrebljavala arktička breza koja je jako čvrsta. 
Kutije su najčešće bile korištene za pospremanje kućnih potrepština, a danas se koriste većinom za ukras. Posude su se često izrađivale od rogova sjevernih jelena. Noževi su se izrađivali od rogova i kože. Oštrice su ponekad od kovanog željeza. Štapovi su se također izrađivali od rogova i kože. Mogli su se koristiti za hodanje ili za kormilarenje sjevernim jelenima u vožnji na saonicama. Bubnjevi su se koristili kao ritam instrument na ceremonijama za kontaktiranje sa svijetom duša. Danas se slike ovakvih bubnjeva mogu vidjeti i kod djela modernih umjetnika.
Tijekom 20. stoljeća pojavilo se mnogo vještih umjetnika od kojih su neki razvili neki tradicionalni zanat, a neki se posvetili modernijim umjetničkim izražajima. John Savio i Nils Nilsson Skum poznati su po svojim istaknutim crtežima. Od suvremenih umjetnika vrijedi spomenuti Larsa Piraka koji se posvetio ručnim radovima.
Jedinstven način života, kultura i jezik koji su se uspjeli održati u sami regiji sve do danas dokazuju da su sami jedan jak narod koji ne podliježe lako utjecajima sa strane i snažno se bori da zadrži svoj stil života povezan s prirodom.